# Babenhausen
Babenhausen es una ciudad situada en el distrito de Darmstadt-Dieburg, en el estado federado de Hesse (Alemania). Tiene una población estimada, a fines de 2021, de 16 920 habitantes.
Está ubicada al sur del estado, a poca distancia al oeste de la frontera con el estado de Baviera.